# Alexandre Zambeaux
Pour les articles homonymes, voir Zambeaux.
Alexandre Zambeaux est un acteur français né le 7 juin 1975. Ancien élève du Conservatoire national d'art dramatique, il a été nommé aux Molières 2010 comme Révélation de l'année pour son rôle dans Parole et Guérison de C. Hampton au Théâtre Montparnasse, dans une mise en scène de Didier Long.

## Théâtre
- 1992 : Topaze de Marcel Pagnol, Théâtre Montansier
- 1994 : La Symphonie pastorale d'André Gide, Théâtre Montmartre-Galabru
- 1995 : Le 6e continent de C. Bouquerel, Théâtre des Amandiers
- 1996 : Victor ou les Enfants au pouvoir de Roger Vitrac, Théâtre de la Main d'Or
- 1997 : 2500 à l'heure, Théâtre de l'Unité
- 1997 : L'Amour fou (Rimbaud-Verlaine) d'Ariane Walter, Théâtre du Lucernaire
- 2001 : L'Île des esclaves de Marivaux, Théâtre Kantor, ENS Lyon et Nuits de Fourvière
- 2002 : Beaucoup de bruit pour rien de William Shakespeare, Théâtre 13 et tournée en France
- 2005 : Roméo et Juliette de William Shakespeare, Théâtre 13-CADO d'Orléans et tournée en France
- 2006 : Country Music de Simon Stephens, Théâtre des Déchargeurs
- 2009 : Parole et Guérison de Didier Long, nomination aux Molières 2010
- 2010 : Lorenzaccio, m.e.s. de Claudia Stavisky, Théâtre des Célestins, Lyon
- 2011 : Une Nuit arabe et Le Dragon d'or de Roland Schimmelpfennig, mise en scène de Claudia Stavisky, Théâtre des Célestins, Lyon
- 2012 : Mort d'un commis voyageur de Arthur Miller, mise en scène de Claudia Stavisky, Théâtre des Célestins, Lyon
- 2015 : Danser à la Lughnasa de Brian Friel, mise en scène de Didier Long, Théâtre de l'Atelier
- 2016 : Les affaires sont les affaires de Octave Mirbeau, mise en scène Claudia Stavisky, Théâtre des Célestins, Lyon

## Filmographie

### Cinéma
- 2005 : Les Amants réguliers de Philippe Garel

### Télévision
- 1996 : Le Mensonge
- 1997 : Highlander (saison 6, épisode 12) : Terry
- 1999 : Souviens-toi
- 2000 : Dormir avec le diable de Yves Boisset : Mahler
- 2000 : Le Prix de l'excellence
- 2001 : Une mort pour une vie de Benoît d'Aubert : Nicolas
- 2002 : Navarro
- 2002-2003 : Le Négociateur (épisodes La Loi du silence, L'Inconnu de Belvédère et L'Ange noir)
- 2004 : Vénus et Apollon
- 2005 : Femmes de loi (saison 5, épisode Clichés meurtriers) : Bruno Costil
- 2005 : La Crim' (saison 8, épisode Duel) : Frédéric Gildas
- 2006 : Sœur Thérèse.com (épisode Tombé du ciel)
- 2007 : Le Tueur
- 2007 : Six angles vifs
- 2007 : R.I.S Police scientifique (épisodes 27 et 28)
- 2007 : Ondes de choc de Laurent Carcélès, (saison 1) : Fred Louvet
- 2009 : L'École du pouvoir de Raoul Peck (mini-série) : Claude Ramin
- 2010 : Les Petits Meurtres d'Agatha Christie (épisode Le Flux et le Reflux) : Gabriel
- 2014 : Section de recherches (saison 8, épisode 1)
- 2016 : Alice Nevers, le juge est une femme (épisode Une vie de plus) : Théo Gans
- 2020 : Léo Matteï, Brigade des mineurs (saison 7, épisode 1) : Manu Guerrero
- 2020 : Astrid et Raphaëlle (saison 1, épisode 2) : Digenvez
- 2021 : Un si grand soleil (saison 3) : Gaétan Baudry

## Doublage
- 2001 : Kate et Léopold : Charlie McKay (Breckin Meyer)
- 2004 : U-Boat : Entre les mains de l'ennemi : Randall Sullivan (Scott Caan)